# دالي غراهام
دالي غراهام هو سياسي كندي، ولد في 6 أكتوبر 1951 في كندا. انتخب عضو الجمعية التشريعية لنيو برونزويك ‏ وانتخب Speaker of the Legislative Assembly of New Brunswick ‏ (2010 – 2014).